# 亢崇仁
亢崇仁（1937年4月—），河南省灵宝市大王镇南营村人，中華人民共和國政治人物、水利学家。

## 生平
1956年12月加入中国共产党。1964年8月毕业于郑州工学院水利系，分配至河南省水利厅，先后任技术员、副处长。1982年3月至1983年8月，任中共陕县县委副书记、副县长、代县长。1983年8月至1986年2月，任中共洛阳地委副书记、行政公署专员。1986年3月至1988年6月，任中共周口地委副书记、行政公署专员。1988年6月至1989年5月，任河南省水利厅厅长、党组书记。
1988年12月31日，调任水利部黄河水利委员会第一副主任。1992年8月28日，国务院任命其担任黄委会主任；他还担任党组书记兼小浪底建管局党委书记。任内主持小水电建设，新增装机5万千瓦，组织周口十条规划与治理。促使小浪底前期工程开工。
1995年10月，出任河南省人大常委会委员；1998年1月，任第九届河南省人大常委会副主任、党组成员。中共十四大代表，第七届全国人大代表。